# Cláusula himalaia
Cláusula himalaia (ou Himalaya clause) é uma cláusula contratual que beneficia terceiros que não são parte do contrato no qual está inclusa. É típica de contratos de navegação.
A cláusula surgiu devido à decisão do caso Adler v Dickson (The Himalaya) [1954] 2 Lloyd's Rep 267, [1955] 1 QB 158 na ‘’English Court of Appeal’’. Uma passageira do S.S. Himalaya se machucou quando uma escotilha caiu sobre ela. Como a passagem tinha um aviso sobre a isenção de responsabilidade da transportadora, a passageira processou o capitão do navio e o marujo responsável pela operação do equipamento. Embora ironicamente este não tenha sido o caso, tendo em vista que a corte entendeu que não havia observação expressa ou implícita na passagem, foi reconhecido que no transporte de passageiros ou carga a lei inglesa permitia que a transportadora contratasse não apenas em seu nome, mas também em nome dos seus empregados envolvidos na prestação do serviço de transporte (que no caso estariam igualmente isentos de responsabilidade).